# Richard Wallace (Mäzen)

Sir Richard Wallace

Sir Richard Wallace, 1. Baronet (* 21. Juni 1818 in London; † 20. Juli 1890 in Neuilly-sur-Seine bei Paris) war ein britischer Kunstsammler und Mäzen.

## Leben
Richard Wallace war der illegitime Sohn von Richard Seymour-Conway, 4. Marquess of Hertford und Agnes Jackson. Nach dem Tod seines Vaters im Jahre 1870 erbte er dessen immenses Vermögen, einschließlich einer bedeutenden Kunstsammlung, der sogenannten Wallace Collection.
Wie sein Vater verbrachte Richard Wallace einen wesentlichen Teil seines Lebens in Paris und widmete sich der Erweiterung der Kunstsammlung um bedeutende Stücke der französischen Kunst des 18. Jahrhunderts.
Einen nachhaltigen Eindruck im Pariser Stadtbild hinterließ er 1872 durch die Aufstellung von etwa 50 Trinkwasserbrunnen, den sogenannten Wallace-Brunnen, zugunsten der armen Bevölkerung. Anschließend verließ er Paris und ließ sich im Stadtpalais seiner Familie, Hertford House, in London nieder. Dort brachte er auch seine, damals schon legendäre, Kunstsammlung unter.
Bereits am 24. November 1871 wurde ihm der erbliche Adelstitel eines Baronet, of Hertford House in the County of London, verliehen. Zuvor hatte er seine langjährige Geliebte und Mutter seines Sohnes, Julie Castelnau, geheiratet. Von 1873 bis 1885 hatte er einen Sitz im britischen Unterhaus für den Wahlbezirk Lisburn inne.
1887 kehrte er nach Paris zurück, wo er 1890 verstarb und auf dem Friedhof Père-Lachaise beigesetzt wurde. Da er keine ehelich geborenen Kinder hinterließ, erlosch sein Adelstitel mit seinem Tod. 1897 vermachte seine Witwe, Lady Julie Wallace, die Kunstsammlung und Hertford House dem britischen Staat.